# I cavalieri del cielo
I cavalieri del cielo (titolo originale Les Chevaliers du ciel) è una serie televisiva francese di grande successo, creata da Jean-Michel Charlier e diretta dal regista François Villier.
Si articola in 39 episodi di 26 minuti, proposti in 3 stagioni di 13 episodi ciascuna.
Fu trasmessa per la prima volta sul primo canale della ORTF, la televisione nazionale francese, a partire dal 1967 sino al 1970; in Italia la prima stagione della serie fu mandata in onda dalla Rai solamente negli anni settanta.

## Personaggi
Come palesato dal sottotitolo "Les aventures de Tanguy et Laverdure" la serie si ispira a Les Aventures de Michel Tanguy, la striscia a fumetti creata nel 1959 dallo stesso Jean Michel Charlier e disegnata da Albert Uderzo per il giornale "Pilote", con protagonisti due piloti militari francesi, due tenenti tanto amici quanto diversi nel carattere: Michel Tanguy è un pilota eccellente, rispettoso dei regolamenti, preciso, coraggioso, bello e affascinante tanto da attirare le donne senza sforzo; Ernest Laverdure, per quanto anch'egli buon pilota, è eccentrico, pasticcione, e nei suoi diversi sforzi per rendersi interessante alle donne commette varie gaffe.
Nella serie Tv Tanguy è interpretato da Jacques Santi (reduce dalla serie La principesse du rail), Laverdure da Christian Marin (divenuto beniamino del pubblico dopo la serie Gendarme) e la coprotagonista Nicole, fidanzata di Tanguy, è interpretata da Michèle Girardon.

## Produzione
Per le riprese della prima stagione la troupe, ottenuti permessi e assistenza dall'Aeronautica francese, passò i tre mesi dell'estate del 1966 nella "Base aerea 102", a Digione. Le riprese aeree furono effettuate dal vero, senza effetti speciali, installando macchina da presa e operatore su un bireattore Morane-Saulnier MS.760 Paris che poteva seguire in volo i caccia Mirage III.
Le riprese furono in bianco e nero per i primi 13 episodi, e a colori per le stagioni successive, trasmesse sulla Seconda Rete dell'ORTF, ed a colori son state riproposte tutte su supporto DVD
La messa in onda fu da settembre a dicembre 1967 alle 20,30 per la prima stagione, e da Aprile 1968  la seconda; la terza da Dicembre 1969 la Domenica alle 19,30, sempre sulla Prima Rete, tutte con tassi d'ascolto tali da far prospettare una quarta stagione, nel tentativo di emulare il record di puntate della serie Thierry la Fronde, ma ciò sarà impossibile per scelte e vicende personali degli attori.
Nella primavera del 1972 furono riproposte la prima e seconda stagione sulla Seconda Rete, e nel 1975 la terza stagione, con minor successo.
Nell'estate del 1979 le tre serie (con la prima riprodotta a colori) furono riproposte integralmente, un episodio ogni sera.

## Colonna sonora
Le musiche furono composte da François de Roubaix, mentre la canzone della sigla finale intitolata Les Chevaliers du ciel (testi di Bernard Kesslair, Jacques Chaumelle, Johnny Halliday) era interpretata da Johnny Hallyday e l'orchestra di Armand Migiani. Insieme al brano strumentale Jet-Jerk ebbe diffusione discografica su 45 giri edito a maggio 1967 dalla Philips, e riedito nel 2009 dalla Mercury Universal.
Altri 4 brani della colonna sonora, che vennero stampati su vinile, furono; 
- Jet-jerk - par orch Armand Migiani (Kesslair) è la versione strumentale del tema di chiusura
- Jazz dans les nuages - par orch Armand Migiani (Kesslair)
- Amour, violons et réacteurs - par orch Migiani (Kesslair)
- Le ciel nous fait rever (interpretato da Johnny Halliday in 2 versioni le cui parole sono sensibilmente differenti: generica della 2ª e 3ª stagione della serie di durata 1'30, e versione 45 giri e album di 2'20)

## Curiosità
Gli attori principali si trovarono imprigionati nel ruolo a cui il pubblico ormai li associava, Marin scelse perciò di tornare al teatro, Santi non riuscì ad ottenere scritture per altre interpretazioni e fu sfigurato in un incidente stradale cosa che fece tramontare definitivamente l'ipotesi di una quarta stagione
La serie è rimasta nella memoria di generazioni di francesi (grazie anche alla riproposizione nel corso degli anni '70) ancor più dopo la morte prematura di coloro che vi presero parte: Michèle Girardon, prematuramente e tragicamente scomparsa pochissimi anni dopo la realizzazione della serie, Jacques Santi morì nel 1988 per un tumore cerebrale, Christian Marin deceduto per cancro nel settembre 2012 (aveva da poco terminato la sua biografia, intitolata proprio Mémoires d’un chevalier du ciel) che alle esequie ricevette l'omaggio dell'Aeronautica francese ai cui raduni partecipava sovente, e nel 2017 Johnny Halliday, che anche in tempi recenti aveva mantenuto nel suo repertorio la storica sigla televisiva.
Al 1988 risale una seconda serie di telefilm Les Nouveaux Chevaliers du Ciel con Thierry Redler nel ruolo di Lavedure e  Christian Vadim e poi Marc Maury in quello di Tanguy, senza un grande successo.